# 髙野光希
髙野 光希（たかの こうき、1991年12月24日 - ）は、東京都出身の俳優。
身長 188 cm。体重 65 kg。ネオ・エージェンシー所属。東京ダンス&アクターズ専門学校卒。
弟の髙野真器も同様に役者である。

## 出演

### 映画
- さよなら歌舞伎町（2014年）[1]
- 龍三と七人の子分たち（2015年）[1]
- HiGH&LOW THE WORST（2019年10月4日公開)　- 大橋 役
- るろうに剣心 最終章 The Final（2021年） - 四星 役
- 賭ケグルイ絶体絶命ロシアンルーレット（2021年5月12日、GAGA） - 淡井朧 役
- 東京リベンジャーズ（2021年）
- 嘘喰い（2022年）
- ゴールデンカムイ（2024年） - 兵士 役

### テレビドラマ
- マジすか学園3 最終話（2012年10月6日、テレビ東京）[1]
- 尾根のかなたに 〜父と息子の日航機墜落事故〜（2012年、WOWOW）[1]
- GTO 正月スペシャル（2013年、フジテレビ）[1]
- 確証〜警視庁捜査3課 第1話（2013年4月15日、TBS）[1]
- 屍活師 女王の法医学（2013年、フジテレビ） - 大学生 役[1]
- 闇金ウシジマくん Season2 第3話（2014年1月31日、MBS）[1]
- きょうは会社休みます。（2014年、日本テレビ）[1]
- 相棒（テレビ朝日）
  - Season13 第13話（2014年1月28日） - 銀龍会組員 役
  - Season21 第10話（2022年12月21日） - 国枝祐介 役
- 黒服物語 第6話（2014年11月28日、テレビ朝日） - 鈴木 役[1]
- ドS刑事 第10話（2015年6月13日、日本テレビ） - 倉田 役[1]
- 婚活刑事 第8話（2015年8月20日、読売テレビ） - 恭介 役[1]
- マジすか学園5 第7話（2015年、Hulu） - 監視の男 役[1]
- スペシャルドラマふなっしー探偵（2016年1月7日、フジテレビ） - 日置啓太 役[1]
- 怪盗 山猫 第6・7話（2016年2月20日・27日、日本テレビ）[1]
- ベイビーステップ シーズン1 第4・5話（2016年）[1]
- オトナの土ドラ とげ 小市民 倉永晴之の逆襲（2016年、東海テレビ・フジテレビ系列） - レギュラー[1]
- 実況される男 第1話（2016年10月15日、フジテレビ）[1]
- レンタル救世主 第6話（2016年11月13日、日本テレビ） - 仮面男E 役[1]
- ゼロ 一獲千金ゲーム（2018年、日本テレビ） - 千葉 役[1]
- アリバイ崩し承ります 第５話（2020年2月1日 - 3月14日、テレビ朝日） - 明城徹郎役
- 監察医 朝顔 第1シリーズ 第3話（2019年7月29日、フジテレビ） - 笠原和真 役[1]
- FAKE MOTION -卓球の王将- （2020年4月9日 - 5月28日、日本テレビ）
- BG〜身辺警護人〜 （2020年6月、テレビ朝日）
- ＃リモラブ 〜普通の恋は邪道〜 第1話（2020年10月14日、日本テレビ） - ニラレバ 役
- キワドい2人-K2- 池袋署刑事課 神崎・黒木 （2020年9月11日 - 10月16日、TBS）
- 35歳の少女  第４話 （2020年10月10日 - 12月12日、日本テレビ） - 男役
- 世にも奇妙な物語 '20秋の特別編 「イマジナリーフレンド」（2020年11月14日、フジテレビ） - 竹内徹 役
- ウチの娘は、彼氏が出来ない!! 第９話（2021年1月13日 - 3月17日、日本テレビ） - 男の子役
- 連続ドラマW-30ドラマ ドロップ (WOWOW) -池内役
- ドラマW ゴールデンカムイ -北海道刺青囚人争奪編- 第1話・第3話（2024年10月6日・20日、WOWOW） - 兵士 役
- 特捜9 final season 第3話（2025年4月23日、テレビ朝日） - 広瀬大介 役[3]

### テレビ番組
- 踊る!さんま御殿!!
- ザ!世界仰天ニュース 一瞬で30kg増!今夜何かが起こる(秘)生放送3時間SP!  -市橋達也役

### CM
DAEMON X MACHINA（デモンエクスマキナ） - ブッ壊そうか。マルチプレイ篇

### MV
DREAMERS-GENERATIONS from EXILE TRIBE｣(rhythm zone)

### Ｖシネマ
- タイマン4（2017年8月発売） - 門倉洋介役

### 舞台
- 夏物語（2010年） - 陸 役[1]
- あしたあなたあいたい（2011年） - 香山 役[1]
- 天国の客席（2011年） - パパ 役[1]
- 少女と魚（2011年） - 魚の王 役[1]
- Dystopia（2011年） - 三神 役[1]
- 広くてすてきな宇宙じゃないか（2012年） - ヒジカタ 役[1]
- 戦国BASARA vs Devil May Cry（2015年）[1]